# Leeuwarden (stacja kolejowa)
Leeuwarden – stacja kolejowa w Leeuwarden w prowincji Fryzja w Holandii. Stacja została otwarta w 1863.